# Мешков, Люпчо
Люпчо Мешков (макед. Љупчо Мешков; родился в Скопье, Македония, СФРЮ) — македонский государственный деятель, бывший министр труда и социальной политики Республики Македония с 2006 по 2008 год.
Окончил юридический факультет Университета в Скопье.
С 1973 года занимал различные руководящие должности в Фонде страхования пенсионеров и инвалидов Македонии. С 2000 по 2002 год был Генеральным директором этого фонда.
Является депутатом Собрания Македонии от Либеральной партии в с 1994 года, с перерывом в 1998—2002 гг. С октября 1993 по сентябрь 1994 года был членом правления спортивного клуба «Вардар».
С августа 2006 по июль 2008 года был министром труда и социальной политики Республики Македонии в правительстве Николы Груевского.
Женат, имеет двоих детей.